# ابن سحنون

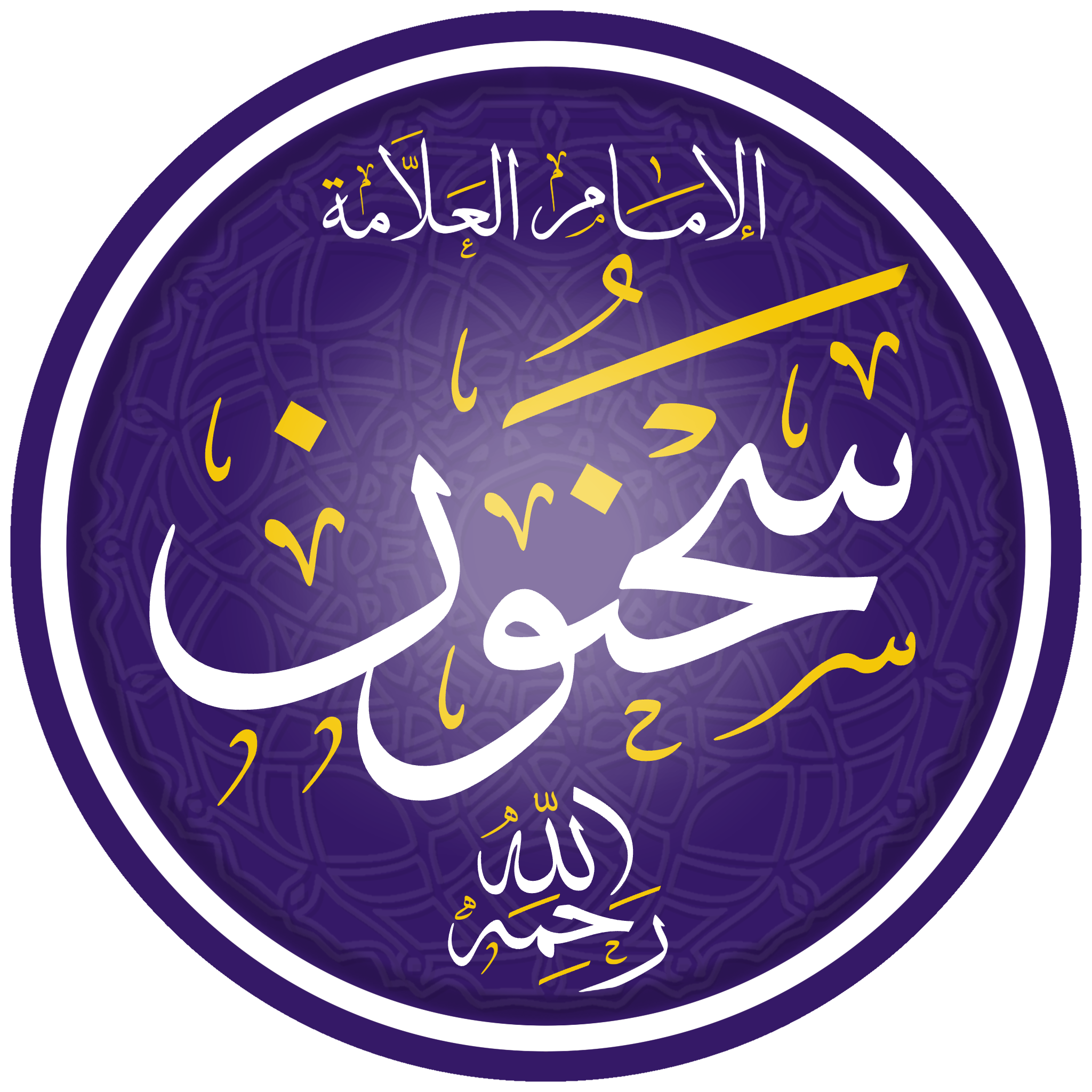

محمّد بن عبدالسلام، سحنون بن سعید بن حبیب تنوخی قیروانی مشهور به ابن سحنون در سال ۱۹۸ هجری خورشیدی (۲۰۳ قمری/۸۱۹ میلادی) در قیروان تونس، به دنیا آمد و در سال ۲۴۹ هجری خورشیدی در منطقه ساحل از دنیا رفت.
قیروان در زمان ابن سحنون، مرکز دانش‌های اسلامی در شمال آفریقا بود و از همان اواسط سدهٔ یکم هجری، مکتب‌ها و دبستان‌های کودکان در آنجا پدید آمد. او در چنین جامعهٔ متمدنی بزرگ شد و از دانشمندان مصر و حجاز درس آموخت. وی فقه مالکی را از پدرش آموخت و در فن مناظره نیز پیشرفت کرد.
ابن سحنون در حوزه‌های اصول دین، فقه، تاریخ، سیره، و آموزش و پرورش کتاب نگاشته است. او در حیطهٔ آموزش و پرورش، کتاب آداب المتعلمین را نوشته است، که نخستین کتاب در این موضوع از مسلمانان می‌باشد.